# 白洪锡
白洪錫（韓語：백홍석；1890年1月11日—1960年10月4日）日本名德川榮一。朝鮮人，日本陸軍軍人。大日本帝国陸軍士官学校第27期毕业。日本陸軍少佐。韓国陸軍准将。韩国在乡军人会初任会長。
在朝鲜日治时期的朝鲜族日本陸軍将校裡，除了王公族軍人外、是继洪思翊中将、金錫源大佐外最高军階級（中佐）。

## 生涯
出生于平安南道德川郡（現：朝鮮民主主義人民共和國德川市）。就读于大韓帝國陸軍武官学校。日韓併合时被转入大日本帝国陸軍中央幼年学校。陸軍士官學校1915年毕业（第27期）。岡山市第17師團步兵第54連隊付、陸軍步兵少尉。1919年晋升步兵中尉。
1937年7月服役于朝鮮平壤第20師团步兵第77連隊。1939年晋升步兵少佐、新義州地域防空司令官。一段时间任平安北道防空委員会委員。1944年编入预备役、被召集任中佐，京城陸軍司令部課長補、朝鮮人兵役・動員担当。
日本战败，被编入大韩民国陆军，以准将军衔退役。

## 家属
- 女儿：白慶和
- 女婿：蔡秉德

## 评价
被收入民族问题研究所的亲日人名辞典名单。親日反民族行為真相糾明委員會公布親日反民族行爲704人名單，他被列入。

## 関連項目
- 朝鲜籍日本兵